# Thomas Kingo
Thomas Hansen Kingo, född 15 december 1634 i Slangerup, död 14 oktober 1703 i Odense, var en dansk präst, biskop i Odense, Fyns stift från 1677, psalmdiktare och psalmboksutgivare (Kingos Psalmebog 1699).

## Biografi
Kingo blev teologie kandidat 1658 och arbetade som informator i några år innan han 1668 blev kyrkoherde i Slangerup. År 1677 blev han biskop i Fyns stift, utsågs till teologie doktor 1682 och adlades 1683.
Tillsammans med Hans Adolf Brorson och Nikolaj Frederik Severin Grundtvig var han den danska kyrkans störste psalmist. Han bedöms ha haft samma betydelse för det dansk-norska psalmboksarbetet som Jesper Svedberg för det svenska. Han är rikligt representerad i danska psalmböcker, bland andra Psalmebog for Kirke og Hjem, men är också representerad i svenska 1937 års Psalmbok. Fyra psalmer av Kingo finns i 1986 års svenska psalmbok, bland annat nummer 269 Sorgen och glädjen, de vandra tillsammans.
Sophia Elisabeth Brenner var den som i Sverige uppmärksammade Kingo.
Kingo gifte sig 1669 med Sille Lambertsdatter Balchenborg (död 1670), 1671 med Johanne Lauritsdatter Lund (1618–1694), och 1694 med Birgitte Balslev (1665–1744).